# Galadistes liverpoolensis
Galadistes liverpoolensis är en snäckart som först beskrevs av Brazier 1872.  Galadistes liverpoolensis ingår i släktet Galadistes och familjen Camaenidae. Inga underarter finns listade i Catalogue of Life.